# Nemotelus ruficornis
Nemotelus ruficornis är en tvåvingeart som beskrevs av Jacques-Marie-Frangile Bigot 1879. Nemotelus ruficornis ingår i släktet Nemotelus och familjen vapenflugor. Inga underarter finns listade i Catalogue of Life.